# Horsfield-Spitzhörnchen
Das Horsfield-Spitzhörnchen (Tupaia javanica) kommt im Barisangebirge im Westen von Sumatra, auf Java, Nias und Bali vor.

## Merkmale
Das Horsfield-Spitzhörnchen ist eine kleine Spitzhörnchenart, erreicht eine Kopf-Rumpf-Länge von 13 bis 15 cm und hat einen 14,5 bis 17,5 cm langen Schwanz. Die Hinterfüße sind 33 bis 38 mm lang und die Ohren haben eine Länge von 7 bis 15 mm. Das Gewicht der Tiere wurde bisher nicht ermittelt. Horsfield-Spitzhörnchen sind schlank mit einer kurzen Schnauze und einheitlich agutibraun (d. h. die Haare sind gebändert) gefärbt. Der Schwanz ist buschig. Die Schwanzhaare sind relativ dick und etwa 15 mm lang. Aufgrund unterschiedlicher Felltönungen wurden einige Unterarten beschrieben. Die Variationen in der Fellfärbung treten aber auch bei Tieren auf, die zusammen im gleichen Gebiet vorkommen und können deshalb nicht als Grundlage für eine Einteilung in Unterarten dienen.

## Lebensweise

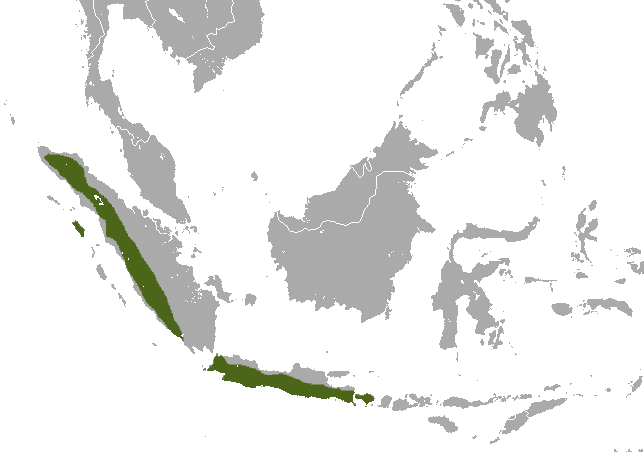
Das Verbreitungsgebiet in Indonesien

Das Horsfield-Spitzhörnchen kommt in Primärregenwäldern bis in Höhen von 1700 Metern vor. Es ist tagaktiv und baumbewohnend (arboreal). Über die Ernährung, die Aktivitätsmuster und die Fortpflanzung ist bisher nichts bekannt. Wie andere Spitzhörnchen wird sich das Horsfield-Spitzhörnchen von Früchten und Insekten ernähren.

## Gefährdung
Das Horsfield-Spitzhörnchen wird von der IUCN als ungefährdet (Least Concern) eingeschätzt. Der Bestand nimmt jedoch stetig ab. Hauptursache ist die Abholzung der Regenwälder.